# NGC 1851
NGC 1851 és un cúmul globular situat en la constel·lació de Coloma.